# GM V6-54 Gradi
I motori GM V6 a 54 gradi rappresentano una famiglia di motori a scoppio prodotti dal 1993 al 2004 dalla Casa automobilistica tedesca Opel, e in seguito anche dal gruppo automobilistico statunitense General Motors.

## Caratteristiche

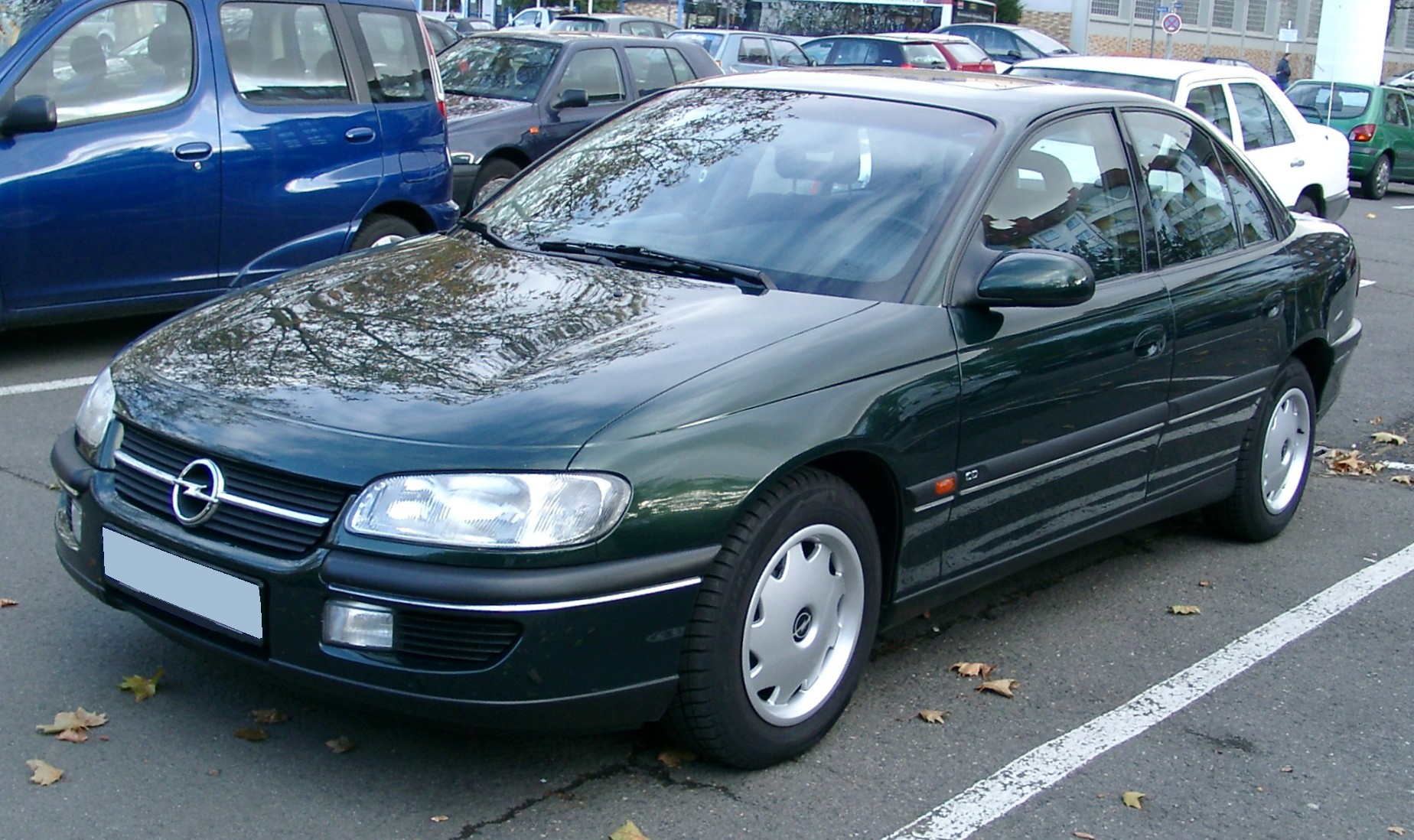
La Omega B è una delle vetture equipaggiate con un V6 Opel-GM da 54°

Questa famiglia di motori è stata pensata e creata dalla Opel nei primi anni novanta. Al contrario di molte altre famiglie di motori della Casa di Rüsselsheim e del gruppo GM in generale, questa famiglia non ha avuto una lunga carriera, essendosi questa protratta per poco più di un decennio.
I motori GM V6 da 54 gradi devono il loro nome alla particolare architettura motoristica, consistente in un V6 con angolo di 54° tra le bancate. Tale angolazione è stata scelta per creare dei propulsori compatti. Essi sono imparentati con i quadricilindrici Family II, dei quali riprendono le misure dei cilindri e i materiali utilizzati. Non solo, ma spesso vengono considerati come una vera e propria sottofamiglia dei motori Family II.
Tra le altre caratteristiche di tali propulsori figurano le testate particolarmente strette, in cui le valvole di scarico sono poste a un angolo più acuto rispetto a quello delle valvole di aspirazione.
Altra caratteristica di questi motori sta nello scambiatore di calore olio-acqua, pensato per permettere al lubrificante di raggiungere più velocemente la temperatura ottimale di esercizio, nonché di evitare fenomeni di surriscaldamente del lubrificante stesso.
Prodotti a Ellesmere Port, in Inghilterra, questi motori sono stati concepiti inizialmente per sostituire la famiglia di motori CIH Six, utilizzata dalla Opel fin da metà anni sessanta. Ma pochissimo tempo dopo l'esordio del V6 da 2.5 litri (prima versione in ordine cronologico appartenente alla famiglia dei V6 da 54°), questa nuova famiglia di motori ha cominciato a essere utilizzata da altri marchi del gruppo GM.
Le caratteristiche comuni ai V6 GM da 54° sono:
- architettura di tipo V6;
- angolo di 54° tra le bancate;
- basamento in ghisa;
- testate in lega di alluminio;
- distribuzione a due assi a camme in testa per bancata;
- testate a 4 valvole per cilindro;
- dispositivo di rilevamento battiti in testa.

I V6 a 54° del gruppo GM sono stati sostituiti nel 2004 dai motori GM HFV6. La famiglia dei motori V6 GM a 54° è stata proposta in quattro versioni, le cui caratteristiche sono descritte di seguito.

### Versione da 2.5 litri

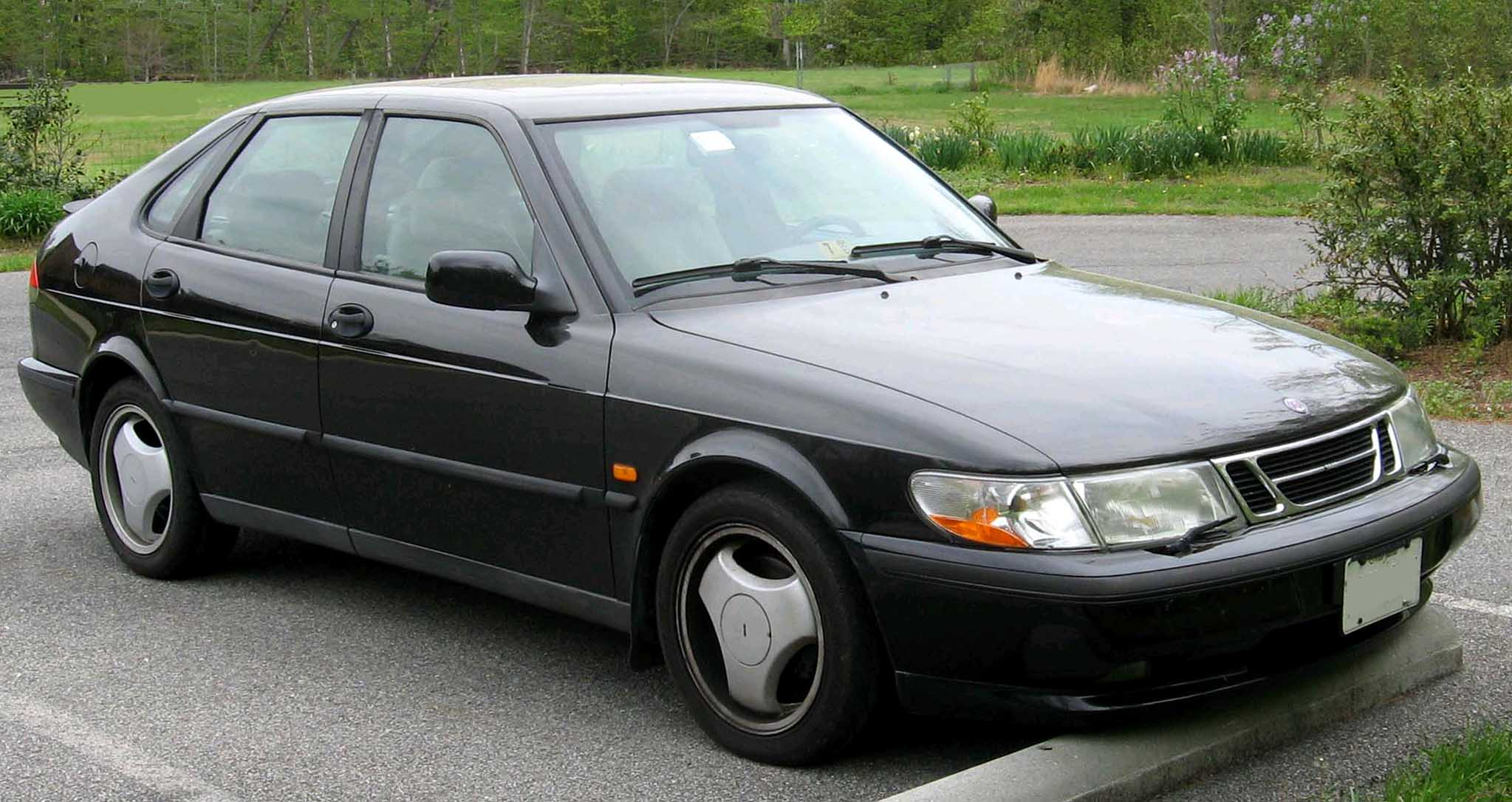
Oltre che su modelli Opel, il V6 da 2.5 litri è stato installato anche sulla Saab 900 mk2

Il V6 da 2.5 litri è stato il primo tra i motori V6 da 54° del gruppo GM. Tale motore era caratterizzato da misure di alesaggio e corsa di 81.6x79.6 mm, per una cilindrata complessiva di 2498 cm³.
Questo motore è stato l'unico della famiglia a non essere mai stato utilizzato da marchi GM statunitensi, anche se comunque non è stato utilizzato esclusivamente dalla Opel.
Il V6 Opel da 2.5 litri si è evoluto in quattro varianti motoristiche caratterizzate come descritto nella seguente tabella
| Motore V6 GM a 54° da 2.5 litri |                          |                    |                   |           |                          |                    |
| Variante                        | Rapporto di compressione | Potenza max CV/rpm | Coppia max Nm/rpm | Normativa | Applicazioni             | Anni di produzione |
| C25XE                           | 10,8                     | 170/6000           | 227/4200          | Euro 1    | Opel Vectra A 2.5 V6 24v | 1993-95            |
| C25XE                           | 10,8                     | 170/6000           | 227/4200          | Euro 1    | Opel Calibra 2.5 V6 24v  | 1993-96            |
| B258i                           | 10,8                     | 170/6000           | 230 Nm            | Euro 1    | Saab 900 Mk2 2.5i V6 24v | 1993-98            |
| X25XE                           | 10,8                     | 170/6000           | 230/3200          | Euro 2    | Opel Vectra B 2.5 V6 24v | 1995-2000          |
| X25XE                           | 10,8                     | 170/6000           | 230/3200          | Euro 2    | Opel Calibra 2.5 V6 24v  | 1996-97            |
| X25XE                           | 10,8                     | 170/6000           | 230/3200          | Euro 2    | Opel Omega B 2.5 V6 24v  | 1994-2000          |
| X25XEI                          | 10,8                     | 194/6500           | 240/3500          | Euro 2    | Opel Vectra B i500       | 1997-01            |

In particolare, l'unità motrice X25XEI è una rivisitazione dell'unità motrice X25XE da parte del preparatore tedesco Irmscher, che da diversi anni collabora con la Opel per la realizzazione di modelli speciali su base di serie.

### Versione da 2.6 litri

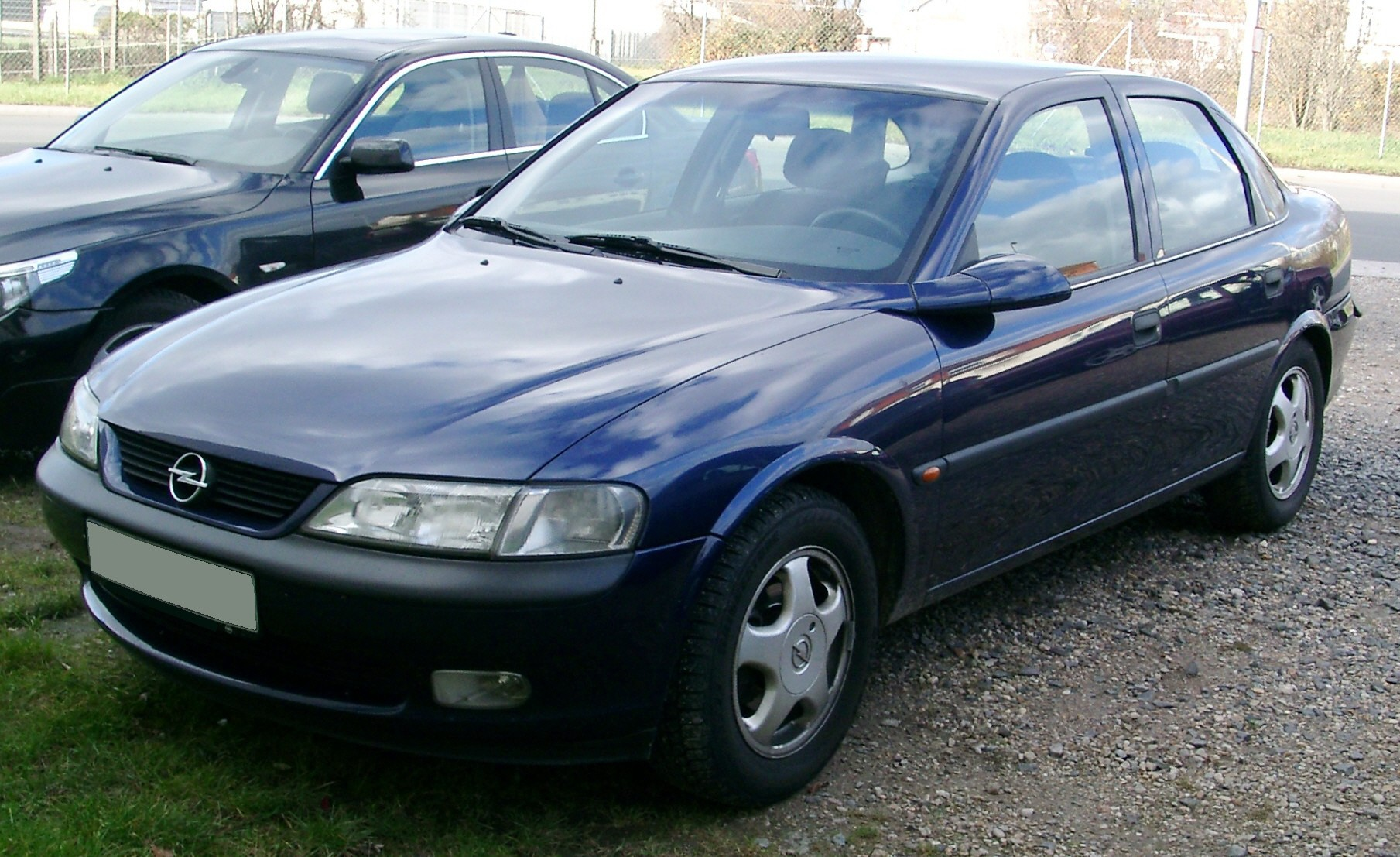
Le Opel Vectra B sono state proposte in alcuni Paesi anche con un 2.6 V6

Il 2.6 appartenente a questa famiglia deriva direttamente dal 2.5 illustrato precedentemente, del quale si propone anche come erede e del quale altro non è che una versione rialesata. Infatti, a fronte di una corsa rimasta inalterata a 79.6 mm, l'alesaggio è stato portato da 81.6 a 83.2 mm, ottenendo così una cilindrata complessiva di 2597 cc. È stato inoltre introdotto il sistema di ricircolo dei gas di scarico, più altri piccoli accorgimenti per limitare ulteriormente le emissioni nocive. Come risultato si è ottenuto che il motore rispettasse la normativa Euro 3 (il precedente 2.5 arrivava invece a rispettare la normativa Euro 2). Il 2.6 con architettura V6 è stato proposto in un'unica variante, siglata Y26SE e divisa a sua volta in due sottovarianti, descritte di seguito.

#### Y26SE
Il motore Y26SE ha un rapporto di compressione di 10:1 e la sua alimentazione, ovviamente a iniezione elettronica, è gestita da una centralina Bosch Motronic ME 3.1.1. Le due sottovarianti in cui il V6 da 2.6 litri è stato proposto differiscono per i suoi dati di erogazione. Il 2.6 da 180 CV a 6000 giri/min e da 240 N·m a 3400 giri/min è stato montato sulla Opel Omega B 2.6i V6 24v, prodotta dal 2000 al 2003. La sottovariante da 170 CV a 5800 giri/min e da 250 N·m a 3600 giri/min è invece stata montata sulla Opel Vectra B 2.6i V6 24v (2000-02), modello previsto solo per alcuni mercati (non per quello italiano).

### Versione da 3 litri

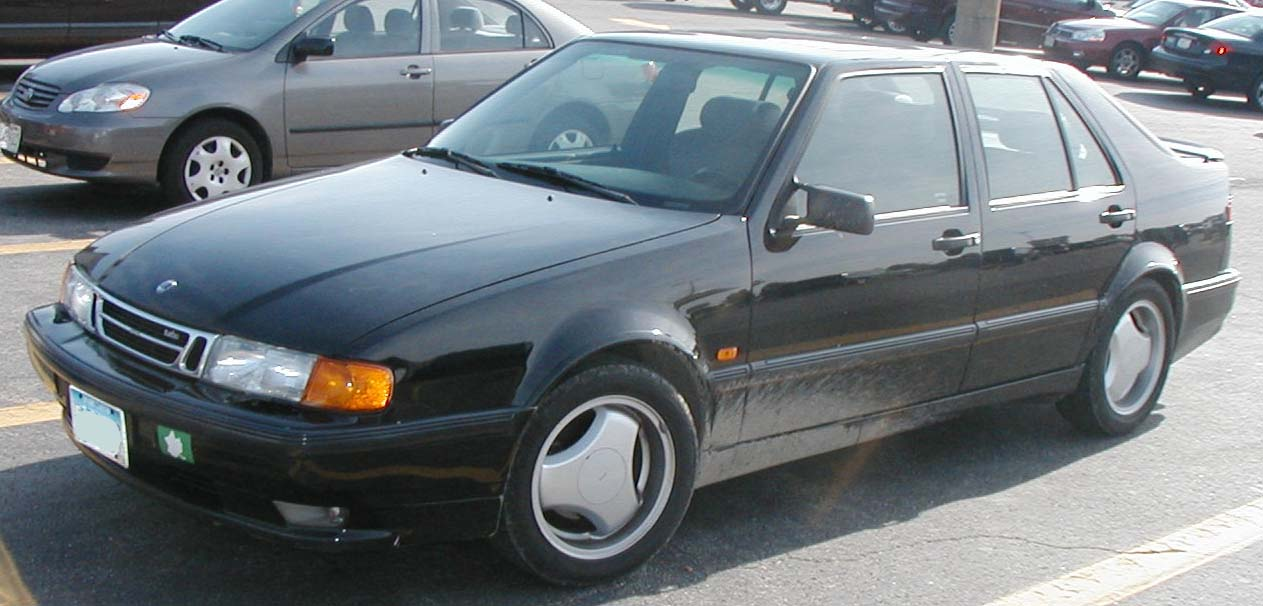
Il V6 GM-Opel da 3 litri è stato installato anche sulla Saab 9000

Il V6 a 54° da 3 litri è stato introdotto nel 1995 e deriva anch'esso dai motori Family II a 4 cilindri. Le sue misure di alesaggio e corsa sono di 86x85 mm, che danno luogo a un propulsore da 2962 cc. Tra le caratteristiche salienti del 3 litri V6 GM-Opel vi è l'utilizzo di condotti di aspirazione a geometria variabile, per migliorare l'erogazione della coppia motrice. Oltre che su modelli Opel, questo 3 litri è stato utilizzato anche da altri marchi del gruppo GM, tra cui la Saturn, la Cadillac e la Saab. La Casa svedese, tra l'altro, ha ulteriormente perfezionato il 3 litri GM proponendolo nella sua gamma con l'alimentazione a iniezione diretta. Questo motore è stato reso disponibile in due varianti: la più utilizzata in assoluto è siglata X30XE (o L81 presso i marchi americani, un motore rispettoso della normativa Euro 2 prodotto in più livelli di potenze e coppie massime assai vicini tra loro. Dal 3 litri GM X30XE in forma aspirata, Saab ha derivato una variante sovralimentata mediante turbocompressore a bassa pressione che eroga una potenza pressoché invariata rispetto al 3 litri aspirato ma con una coppia sensibilmente aumentata (310 N·m a 2100 giri/min). Questo motore è stato montato sulla Saab 9-5 3.0i 24v V6 turbo (1998-2003). Quanto detto finora vale per la variante di 3 litri utilizzata maggiormente, ossia la X30XE. Ne esistita però una seconda, molto meno conosciuta e molto meno utilizzata. Tale variante consiste nell'unità X30XE rivista dal preparatore tedesco Irmscher. Questa variante è siglata appunto X30XEI, dove la I finale sta proprio per Irmscher. Tale motore conserva lo stesso rapporto di compressione del normale 3 litri, ma vede crescere la potenza massima a 220 CV a 6300 giri/min, con un picco di coppia pari a 300 N·m a 3600 giri/min. Questo motore ha trovato applicazione sulla Opel Vectra B 3.0 V6 i30, un modello a tiratura limitata non previsto per il mercato italiano e prodotto nella seconda metà degli anni '90.
Di seguito vengono mostrate le varie applicazioni del 3 litri X30XE.
| Motore V6 X30XE |                          |                    |                   |                             |                    |
| Variante        | Rapporto di compressione | Potenza max CV/rpm | Coppia max Nm/rpm | Applicazioni                | Anni di produzione |
| X30XE           | 10,8                     | 201/6000           | 260/3600          | Opel Sintra 3.0i V6 24v     | 1996-99            |
| X30XE           | 10,8                     | 201/6000           | 260/3600          | Cadillac Catera 3.0i V6 24v | 1997-01            |
| X30XE           | 10,8                     | 201/6000           | 260/3600          | Saturn Vue Mk1 3.0i V6      | 2002-04            |
| X30XE           | 10,8                     | 211/6000           | 270/3400          | Opel Omega B MV6 3.0i 24v   | 1994-01            |
| X30XE           | 10,8                     | 211/6000           | 270/3400          | Saturn L300.2               | 2000-05            |
| B308i           | 10,8                     | 210/6200           | 267/3300          | Saab 9000 3.0i V6 24v       | 1995-98            |
| B308E           | 9,5                      | 200/5000           | 310/2100          | Saab 9-5 3.0i V6 24v turbo  | 1998-03            |

### Versione da 3.2 litri

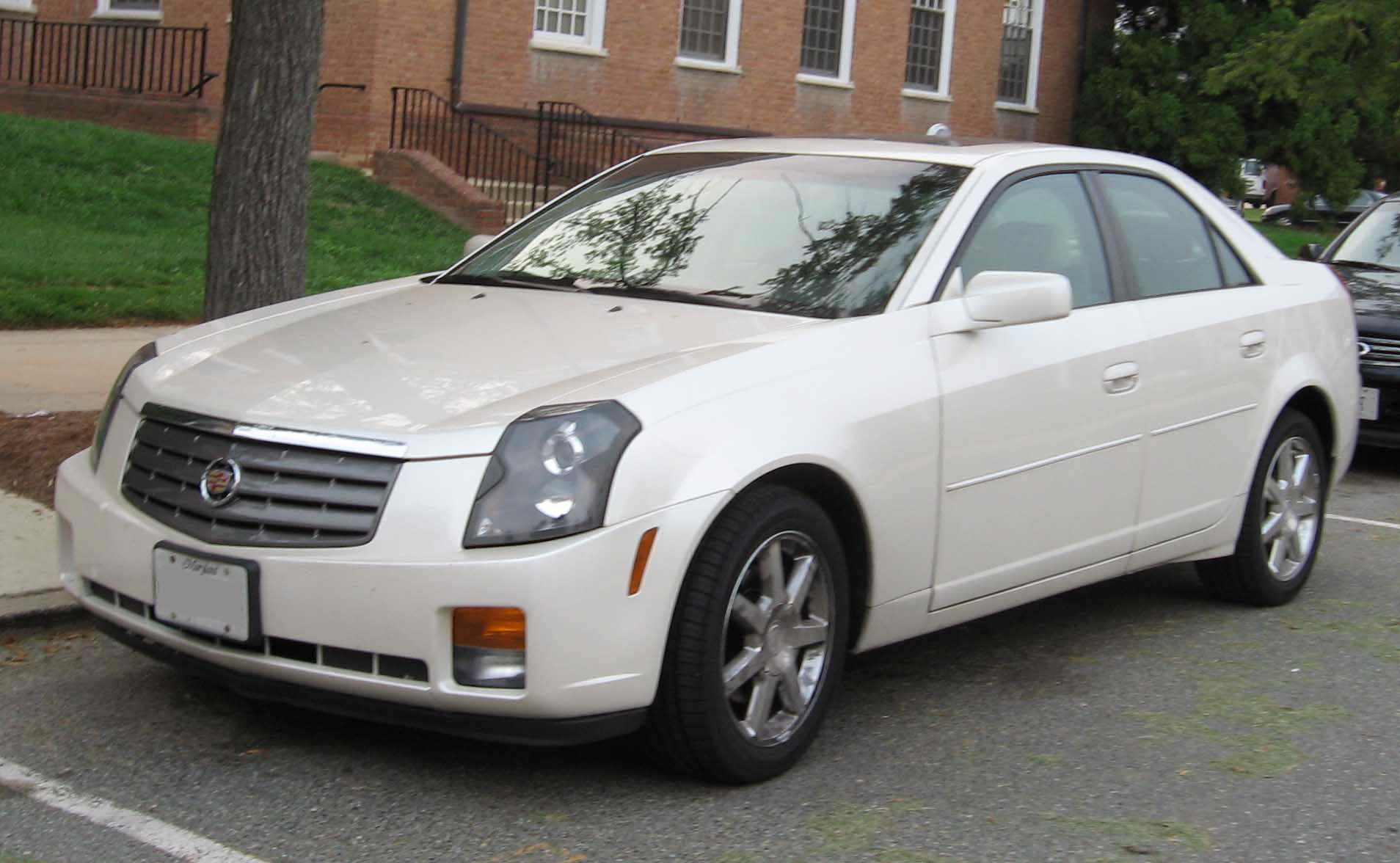
La Cadillac CTS prima serie è uno degli esempi di applicazione del V6 a 54° da 3.2 litri del gruppo GM

La versione da 3.2 litri del V6 GM a 54° è stata introdotta nel 2001 per sostituire il 3 litri della stessa famiglia. Questo 3.2 litri ha misure di alesaggio e corsa pari a 87,5x88 mm, per una cilindrata totale di 3175 cc. Caratteristica importante in questo motore è la presenza dell'aspirazione a geometria variabile. La distribuzione è ancora a fasatura fissa. Di questa versione sono esistite due varianti, con particolari differenze tra loro.

#### Y32SE
Questa variante è la più prestante delle due: con un rapporto di compressione pari a 10:1, eroga infatti una potenza massima di 220 CV a 6000 giri/min e un picco di coppia pari a 290 N·m a 3400 giri/min. Tale motore rispettava la normativa Euro 3 ed è stato montato su:
- Opel Omega B 3.2i V6 24v (2001-04);
- Cadillac CTS 3.2i V6 (2002-05).

#### Z32SE
Caratteristiche simili a quelle del 3.2 appena visto si ritrovano nell'unità Z32SE: stesso rapporto di compressione e stessa centralina elettronica di iniezione (una Bosch Motronic ME 3.1.1). La potenza è però leggermente inferiore (210 CV a 6200 giri/min) e la coppia motrice è leggermente superiore (400 N·m a 4000 giri/min). Questo motore è stato montato su:
- Opel Vectra C 3.2i V6 24v (2002-04);
- Opel Signum 3.2i V6 24v (2003-04).